# Jan van Goyen
Jan van Goyen (13 de gener de 1596, Leiden - 27 d'abril de 1656, La Haia). Pintor paisatgista holandès del barroc. Va estudiar a la seva ciutat natal i a Haarlem, on va ser deixeble d'Esaias van de Velde. Cap a 1631, es va traslladar a la Haia, on va ser director del gremi de pintors el 1640.

## Biografia
Va ser fill de Joseph van Goyen, un mestre sabater. Entre 1608 i 1615, es va traslladar a Hoorn, després d'haver estat aprenent de tres pintors i d'haver renunciat a ser bufador de vidre. Cap a 1615/1616, a l'edat de 19, va emprendre un viatge d'estudis a França amb el seu antic mestre, abans de tornar per continuar la seva formació a Haarlem el 1617 amb Esaias van de Velde, que l'ensenya un nou estil pictòric. El 1618, va tornar a la seva ciutat natal, on contrau matrimoni, i s'integra en el gremi de Sant Lluc de pintors. A més a més de ser un pintor, també exerceix -com Vermeer- l'activitat de comerciant d'art, que li comporta una situació d'expert en art.
La seva primera obra signada data de l'any 1620. Va realitzar, en resum, en la seva vida uns mil vuit-cents pintures i dibuixos. El 1629, li va comprar una casa a Jan Porcellis, un pintor especialitzat en marines. Van Goyen va començar a pintar paisatges marins, sovint situats en la costa d'Egmond aan Zee. Òbviament, va guanyar un cert capital, principalment amb la compra i venda de la meitat d'una dotzena de cases; el 1649, va llogar una de les seves cases a Dunne Bierkade al canal de la Haia, a Paulus Potter; van Goyen vivia just al seu costat. Entre 1638 i 1653, va realitzar una dotzena de pintures de la Valkhof a Nijmegen. També va viatjar i va pintar a Anvers.
Jan Steen, que igual que ell era catòlic, es va casar el 1649 amb la filla de van Goyen, Grietje; Steen també va fer un retrat de família. El seu estudiant Gerard ter Borch va realitzar un retrat a van Goyen, el mateix que Bartholomeus van der Heist.
Jan van Goyen va morir a la Haia el 27 d'abril de 1656.

## La seva pintura

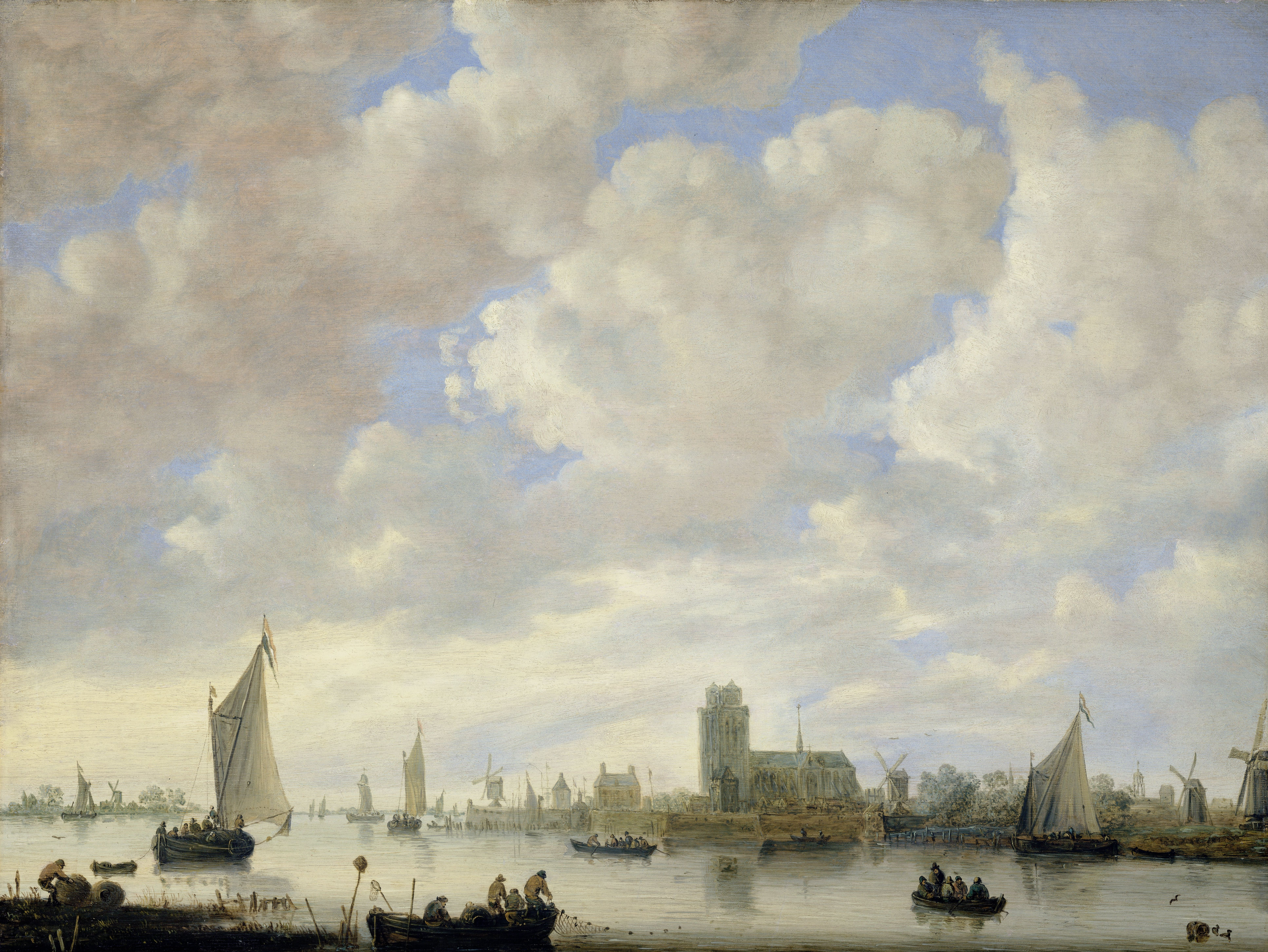
Vista de la Merwede a prop de Dordrecht

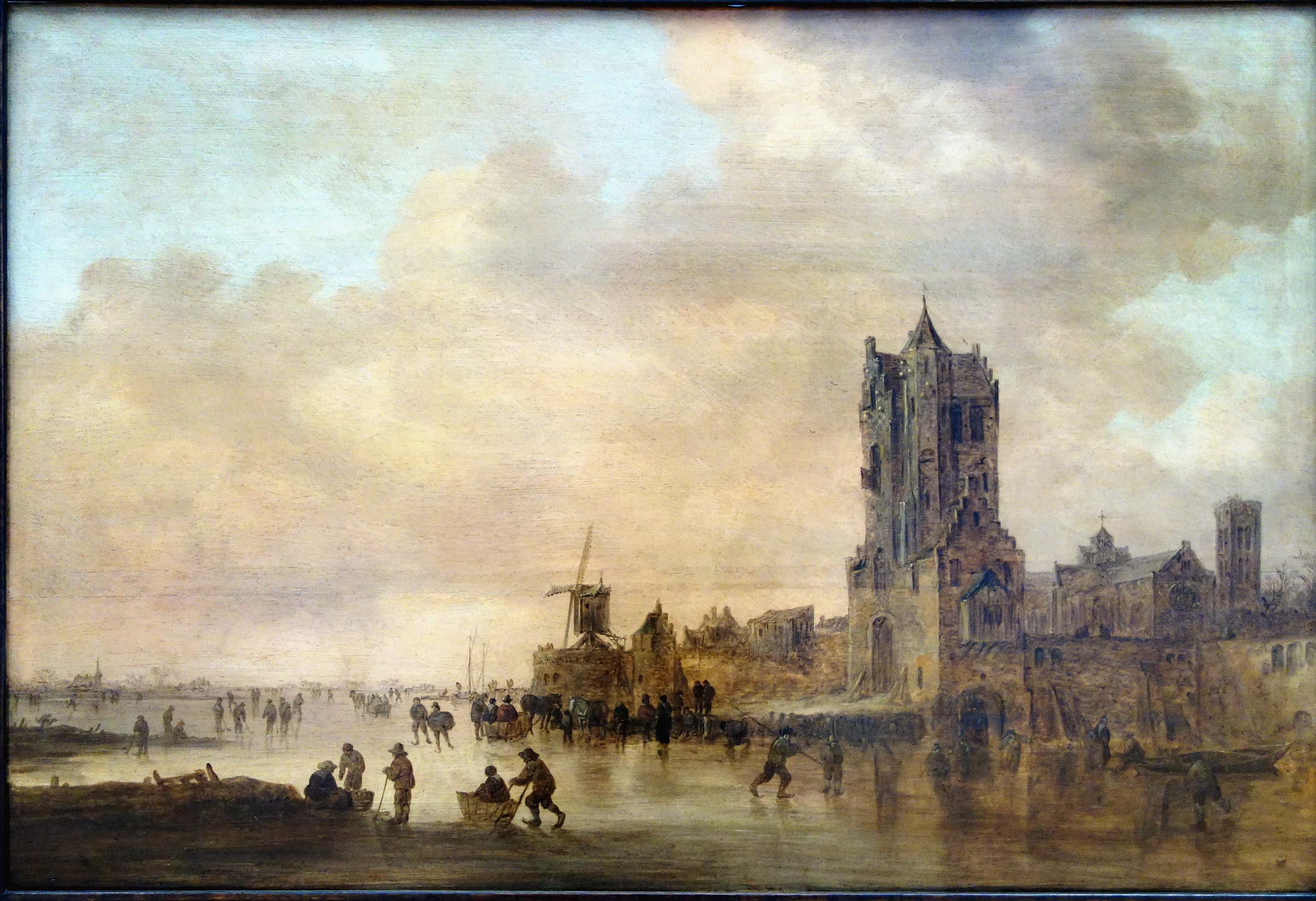
Vista de la Pellekussenpoort a l'hivern

Igual que Jacob i Salomon van Ruysdael, es va especialitzar en pintura de paisatge. A partir de 1630, va contribuir al desenvolupament de la pintura de paisatges marins i fluvials, sota un cel plujós i de núvols que són responsables dels colors que s'esvaeixen. El seu estil es caracteritza per l'alternança de bandes fosques i més clares, de manera encara més complexa en les seves obres posteriors. El seu caràcter pictòric també està determinat per l'activitat humana: van Goyen va ser un gran observador dels detalls de la vida quotidiana.
Va desenvolupar una manera molt personal de tractar els temes, accentuant la perspectiva i la il·luminació, i embolcallant els paisatges en una malenconiosa atmosfera de grisos i verds. Va ser un pioner del paisatge naturalista a l'Holanda del segle xvii i va exercir una considerable influència sobre la pintura de la seva època, sobretot pels seus deixebles i artistes contemporanis a ells. Com a principal representant de l'etapa tonal de la pintura paisatgística holandesa, Van Goyen va centrar l'atenció en els diferents matisos utilitzats per al cel i l'atmosfera.
Segons l'historiador d'art H.-U. Beck: «en els seus paisatges marins lliurement fets de la dècada de 1650, va arribar al cim del seu treball creatiu, la producció de pintures va arribar a fregar la perfecció.»